# Otto Kauba
Otto Kauba, né le 11 septembre 1908 à Vienne (Autriche) et mort le 8 mars 1962 à Vienne, était un ingénieur aéronautique autrichien. Durant la Seconde Guerre mondiale, il a conçu des avions militaires pour le Troisième Reich, qui avait absorbé l'Autriche lors de l'Anschluss en 1938.